# Kanton Boixe-et-Manslois
Der Kanton Boixe-et-Manslois ist ein französischer Kanton im Département Charente und in der Region Nouvelle-Aquitaine. Er umfasst 34 Gemeinden aus dem Arrondissement Confolens. Bei der landesweiten Neuordnung der französischen Kantone wurde er 2015 neu geschaffen. Die beiden Namensteile bezeichnen eine zum Kantonsgebiet gehörende Waldfläche (Forêt de Boixe) und die Landschaft um Mansle.

## Gemeinden
Der Kanton besteht aus 34 Gemeinden mit insgesamt 17.525 Einwohnern (Stand: 1. Januar 2022) auf einer Gesamtfläche von 406,02 km²:
| Gemeinde                  | Einwohner 1. Januar 2022 | Fläche km² | Dichte Einw./km² | Code INSEE | Postleitzahl |
| ------------------------- | ------------------------ | ---------- | ---------------- | ---------- | ------------ |
| Ambérac                   | 312                      | 12,10      | 26               | 16008      | 16140        |
| Anais                     | 566                      | 9,87       | 57               | 16011      | 16560        |
| Aunac-sur-Charente        | 662                      | 17,01      | 39               | 16023      | 16460        |
| Aussac-Vadalle            | 549                      | 17,61      | 31               | 16024      | 16560        |
| Cellefrouin               | 579                      | 40,09      | 14               | 16068      | 16260        |
| Cellettes                 | 388                      | 9,37       | 41               | 16069      | 16230        |
| Chenon                    | 125                      | 10,48      | 12               | 16095      | 16460        |
| Coulonges                 | 121                      | 3,02       | 40               | 16108      | 16330        |
| Fontenille                | 343                      | 9,52       | 36               | 16141      | 16230        |
| Juillé                    | 176                      | 8,60       | 20               | 16173      | 16230        |
| La Boixe                  | 2.862                    | 36,09      | 79               | 16393      | 16330        |
| La Chapelle               | 191                      | 7,69       | 25               | 16081      | 16140        |
| La Tâche                  | 106                      | 7,30       | 15               | 16377      | 16260        |
| Lichères                  | 95                       | 4,94       | 19               | 16184      | 16460        |
| Lonnes                    | 188                      | 7,51       | 25               | 16191      | 16230        |
| Luxé                      | 732                      | 12,17      | 60               | 16196      | 16230        |
| Maine-de-Boixe            | 476                      | 9,35       | 51               | 16200      | 16230        |
| Mansle-les-Fontaines      | 2.092                    | 11,36      | 184              | 16206      | 16230        |
| Mouton                    | 223                      | 9,08       | 25               | 16237      | 16460        |
| Nanclars                  | 210                      | 5,73       | 37               | 16241      | 16230        |
| Puyréaux                  | 571                      | 8,11       | 70               | 16272      | 16230        |
| Saint-Amant-de-Boixe      | 1.327                    | 22,39      | 59               | 16295      | 16330        |
| Saint-Ciers-sur-Bonnieure | 313                      | 10,44      | 30               | 16307      | 16230        |
| Saint-Front               | 358                      | 13,35      | 27               | 16318      | 16460        |
| Saint-Groux               | 130                      | 4,50       | 29               | 16326      | 16230        |
| Tourriers                 | 787                      | 6,77       | 116              | 16383      | 16560        |
| Val-de-Bonnieure          | 1.339                    | 28,11      | 48               | 16300      | 16230        |
| Valence                   | 190                      | 10,87      | 17               | 16392      | 16460        |
| Ventouse                  | 121                      | 10,15      | 12               | 16396      | 16460        |
| Vervant                   | 147                      | 9,56       | 15               | 16401      | 16330        |
| Villejoubert              | 367                      | 7,82       | 47               | 16412      | 16560        |
| Villognon                 | 332                      | 9,17       | 36               | 16414      | 16230        |
| Vouharte                  | 312                      | 10,64      | 29               | 16419      | 16330        |
| Xambes                    | 235                      | 5,25       | 45               | 16423      | 16330        |
| Kanton Boixe-et-Manslois  | 17.525                   | 406,02     | 43               | 1605       | –            |

## Veränderungen im Gemeindebestand seit der landesweiten Neuordnung der Kantone
2025:
- Fusion Aunac-sur-Charente und Moutonneau → Aunac-sur-Charente
- Fusion Vars und Montignac-Charente → La Boixe

2023: Fusion Fontclaireau und Mansle → Mansle-les-Fontaines
2018: Fusion Saint-Amant-de-Bonnieure, Saint-Angeau und Sainte-Colombe → Val-de-Bonnieure
2017: Fusion Aunac, Bayers und Chenommet → Aunac-sur-Charente

## Politik
| Vertreter im Departementrat | Vertreter im Departementrat            | Vertreter im Departementrat |
| Amtszeit                    | Namen                                  | Partei                      |
| --------------------------- | -------------------------------------- | --------------------------- |
| 2015–2021                   | Patrick Berthault Nicole Bonnefoy      | PCF PS                      |
| 2021–                       | Pierre-Hermann Mugnier Nicole Bonnefoy | PS                          |